# 대구어린이세상
대구어린이세상(大邱어린이世上)은 대구광역시 수성구 황금2동에 위치한 대구의 어린이 박물관이다. 대구광역시에 거주하는 어린이들에게 건전한 정서의 함양과 자질향상을 도모하고, 문화예술의 보급을 위하여 설치된 복합 문화체험 공간이다.

## 역사
1979년 11월 19일, 대구에 어린이 박물관을 건설하기 위해 대구어린이회관 건립추진위원회가 구성되었다. 1980년 4월 1일에는 《건설부 고시 제112호》에 따라 공원 시설이 결정되었고, 1980년 11월 11일 개공식을 시작으로 약 3년 뒤인 1983년 10월 31일에 준공되었으며, 준공 한달 뒤인 11월 15일, 대구직할시 어린이회관이 개관하였다.
1995년 1월 1일, 광역시 개편에 따라 대구광역시 어린이회관으로 이름이 변경되었고, 2021년 1월 1일에는 《대구광역시 행정기구 및 정원 조례》 개정에 따라 대구광역시청 산하 기관 목록에서 제외되었다.
이후 2021년 3월부터 2022년 5월까지 전면 리모델링이 진행되었고, 2022년 11월 현재의 대구어린이세상으로 이름이 변경되었다.

## 시설
크게 꿈누리관, 꾀꼬리극장, 외부시설 이렇게 3가지로 나뉜다.

### 꿈누리관
지상 총 4층으로 구성되어 있다. 1층에는 포토존, 휴게 공간, 콘텐츠샵과 같은 편의 시설과, 꿈모음놀이터(섬유놀이터), 아기꿈탐험대 등의 유아들을 위한 시설로 구성되어 있다.
2층에는 자연탐험대, 사회탐험대, 시간탐험대(영상관)와 같은 체험 시설이 있다. 체험관에선 어린이들이 현대의 첨단기술을 매체로 그림 색칠하기, 요술북, 뉴턴의 사과, 방전 사다리, 천체와 별자리, 행성, 달 등을 천체망원경 속에 장착된 LCD 화면을 통하여 직접 보는 듯한 체험을 할 수 있다.
3층에는 디지털창작연구실, 아날로그창작연구실, 피크닉실과 과학 탐구실, 유아 오락실, 세계 역사 자료를 볼 수 있는 문화 전시실과 도서실로 구성되어 있다. 등이 있으며, 4층 전시실은 조개 전시실[세계 희귀 조개류], 박제 전시실[조류, 포유류, 파충류]이 있으며, 전자 사격장[광선 전자총, 표적 시설 등], 리모컨카[원격 무선 리모컨 조종 자동차], 망원경[시가지 관측용]을 체험할 수 있다.

### 꾀꼬리극장
1983년 11월 첫 개관을 시작, 3년 동안의 리모델링을 끝으로 2023년 재개관하였다.
객석 수 약 599석, 규모약 867.39㎡ 의 어린이 극장으로, 어린이 마술쇼, 뮤지컬 등 다양한 공연이 열린다.
극장 내부에는 키즈 북카페, 수유실 등의 편의시설도 존재한다.

### 외부시설
숲속놀이터, 모험놀이터, 어린이광장, 어린이 교통랜드 등의 체험시설이 있다. 어린이 교통랜드에서는 유아 및 아동의 올바른 교통문화를 위한 교육이 이루어진다.

## 교통
어린이세상앞 정류장에서 100, 234, 814, 8140, 급행3, 수성1 버스를 타거나, 지하철 3호선 -> 어린이세상역 1번 출구에서 대구어린이대공원 방향으로 약 5분정도를 걸으면 도착할 수 있다.